# Steve Lodder

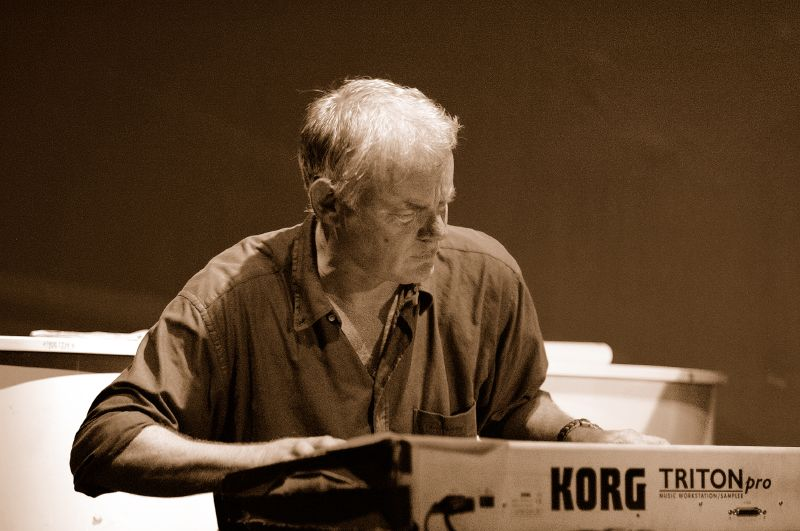
Steve Lodder

Steve Lodder (* 10. April 1951 in Saint Helier, Jersey) ist ein britischer Jazzkeyboarder.

## Leben und Wirken
Lodder lernte als Kind Piano und Violine und erhielt zunächst ab 1969 auf dem Gonville and Caius College der Universität Cambridge eine Ausbildung als Organist. Er begann Ende der 1970er Jahre als professioneller Musiker zu arbeiten. Er trat in London mit der Gruppe Elephant, in Duo mit Paul Nieman, mit Carol Grimes’ Eyes Wide Open, Jan Ponsford, John Etheridge, Henry Thomas, Harry Beckett und anderen auf. 
Von 1987 bis 1989 tourte er mit George Russells The International Living Time Orchestra und nahm an der Aufzeichnung von dessen Doppel-CD Live in London teil. Daneben nahm er drei Alben mit Carol Grimes auf. Mit Brian Abrahams’ District Six tourte er von 1988 bis 1990 durch Deutschland und Großbritannien und nahm die CD Imgoma Yabantwana auf. Außerdem unternahm er als musikalischer Leiter eine sechswöchige Europatournee mit Sarah Jane Morris.
Zur selben Zeit begann seine Zusammenarbeit mit Andy Sheppard, 1991 wurde er Mitglied von dessen Quintett In Co-Motion (mit Claude Deppa, Sylvan Richardson und Dave Adams). 1992 wurde er Mitglied des Trios Inclassificable (mit Andy Sheppard und Naná Vasconcelos). Im selben Jahr komponierte und spielte er die Musik zu der Choreographie Modern Living von Jonathan Lunn, die 1993 den Time Out Dance award erhielt.
Ebenfalls 1992 gründete Lodder mit Paul Jayasinha, Dudley Phillips und Mike Bradley das Steve Lodder 4tet. 1994 begleitete er die amerikanische Sängerin Ernestine Anderson, im Folgejahr entstand das Projekt 20th Century saxophones, bei dem er mit Andy Sheppard und John Harle klassische Jazz- und zeitgenössische Kompositionen aufführte. 
Von 1995 bis 1995 arbeitete Lodder mit Paul McCartney an dessen Orchesterwerk Standing Stone, das 1997 uraufgeführt und aufgenommen wurde. 1996 nahm er an der Kirchenorgel mit dem Saxophonisten Mark Ramsden das Album Above the Clouds auf. Seit 1997 tourte er erneut mit George Russells Living Time Orchestra, mit dem er 1999 in der Kongressbibliothek in Washington auftrat.
1998 nahm Lodder an der Europatournee von Carla Bleys Jazz-Rock-Oper Escalator over the Hill teil. Im selben Jahr produzierte er eine CD mit der Saxophonistin Ingrid Laubrock und schrieb mit John Etheridge Arrangements von Frank Zappas Jazzkompositionen. In Zusammenarbeit mit Sheppard entstanden zwei weitere CDs, an denen u. a. John Parricelli, Chris Laurence, Paul Clarvis und Steve Swallow mitwirkten.
2000 nahm Lodder eine CD mit Annie Whitehead auf, im Folgejahr erschien sein erstes eigenes Album bout time 2. 2001 bis 2002 arbeitete er an McCartneys Chor- und Orchesterwerk ecce cor meum, dessen Orgelversion er am Magdalen College uraufführte. Asaf Sirkis holte ihn in die Neuauflage seiner Band The Inner Voice, die in der Besetzung Kirchenorgel, Gitarre (Mike Outram) und Schlagzeug (Sirkis) besetzt war und zunächst 2003 ein gleichnamiges Album bei Konnex Records vorlegte, dem die Alben We Are Falling (2005) und The Song Within (SAM 2007) folgten. Weiterhin arbeitete er mit Mônica Vasconcelos.